# Randal MacDonnell, 1.º Marquês de Antrim (criação de 1645)
Randal MacDonnell, 1.º Marquês de Antrim (9 de junho de 1609 – Castelo de Dunluce, 3 de fevereiro de 1683) foi um rico latifundiário católico na Escócia e Irlanda, filho do 1.º Conde de Antrim. Foi também chefe do clã MacDonnell de Antrim. É mais conhecido por sua participação, principalmente do lado realista, nas Guerras dos Três Reinos.

## Vida
Antrim viajou para o exterior, e em seu retorno em 1634 foi viver na corte em Londres, no ano seguinte casou com Katherine Manners, viúva do 1.º Duque de Buckingham, e viveu da fortuna dela por alguns anos em grande esplendor. Em 1639, no início da guerra escocesa, iniciou um esquema de criar uma força na Irlanda para atacar Argyll, na Escócia, e recuperar Kintyre (ou Cantire), um distrito anteriormente pertencente à sua família; mas o plano, desencorajado e ridicularizado por Strafford, não seguiu adiante.
Logo depois, retornou para a Irlanda, e procurou em 1641 criar uma oposição, junto com o Duque de Ormonde, a favor de Carlos I contra a parlamento. Ele acrescentou ao seu esquema o Lorde Slane e Sir Phelim O'Neill, mais tarde líderes da rebelião, mas no início da Rebelião irlandesa de 1641, no outono, ele se afastou de seus aliados e se retirou para seu castelo em Dunluce (agora na Irlanda do Norte).
Sua conduta suspeita, porém, e seu catolicismo romano, o levaram a ser considerado um inimigo pelo partido inglês. Em maio de 1642, foi capturado no Castelo de Dunluce pelo general covenanter escocês Robert Monro, e preso em Carrickfergus. Escapando daí, se juntou à rainha em York; e posteriormente, seguiu para a Irlanda para negociar a cessação das hostilidades entre os realistas ingleses e os rebeldes católicos irlandeses, Antrim foi novamente capturado com seus documentos de maio de 1643 e confinado em Carrickfergus, daí, mais uma vez escapou e seguiu para Kilkenny, o quartel-general da confederação católica.
Retornou para Oxford em dezembro, com um plano de reunir 10 mil irlandeses para o serviço na Inglaterra e 2000 para se juntar ao Marquês de Montrose, na Escócia, que através da influência da duquesa de Buckingham garantiu o consentimento do rei. Em 26 de janeiro de 1644 Antrim recebeu o título de marquês. Voltou para Kilkenny em fevereiro, fez o juramento de associação aos confederados irlandeses, e se tornou membro do conselho e tenente-general das forças da confederação católica. A confederação, porém, não apoiou seus projetos, ele cumpriu sua incumbência, e com a ajuda do Duque de Ormonde despachou cerca de 1 600 homens sob o comando de seu parente Alasdair Mac Colla, em junho, para ajudar o Marquês de Montrose na Escócia, provocando uma guerra civil na Escócia. Antrim posteriormente retornou para Oxford e foi enviado pelo rei em 1645 com cartas para a rainha em Saint-Germain-en-Laye.
Antrim seguiu daí para Flandres e carregou duas fragatas com equipamentos militares, que trouxe para o Príncipe de Gales em Falmouth. Visitou Cork e depois em julho de 1646 se juntou às suas tropas na Escócia, com a esperança de expulsar Argyll de Kintyre; mas foi obrigado a se retirar por ordem do rei, e voltar para a Irlanda se envolvendo em intrigas entre as várias facções.
Em 1647 foi nomeado pela confederação irlandesa, juntamente com outros dois, para negociar um tratado com o Príncipe de Gales, na França, e embora se tenha antecipado a seus companheiros, iniciando as negociações uma semana antes deles, não conseguiu garantir o cobiçado lorde-tenente, que foi confirmado para o Duque de Ormonde. Ele agora deixou de apoiar os católicos ou a causa do rei; se opôs ao tratado entre Ormonde e os confederados; apoiou o projeto de união entre O'Neill e o parlamento; e em 1649 entrou em contato com Cromwell, para quem executou vários serviços durante a conquista da Irlanda por Cromwell, embora não surja nenhuma fonte que apóie a história de Thomas Carte de que Antrim foi o autor de um acordo firmado pela traição do exército do rei por Lorde Inchiquin. Posteriormente, ele se uniu a Henry Ireton, e esteve presente no cerco de Carlow.
Retornou à Inglaterra em dezembro de 1650, e em vez de sua propriedade confiscada recebeu uma pensão de 500 libras esterlinas e depois de 800 libras, juntamente com as terras no condado de Mayo. Na Restauração inglesa Antrim foi excluído do Ato de Indenização e Esquecimento por conta de sua religião, e ao apresentar-se ao tribunal foi preso na Torre de Londres, sendo posteriormente enviado para ser julgado pelos lordes juízes na Irlanda. Em 1663 conseguiu, apesar da oposição do Duque de Ormonde, a obtenção de um decreto de inocência emitido pelos comissários de apelação. Isso fez surgir uma reação de protesto dos aventureiros que haviam sido colocados na posse de suas terras, e que procuraram recorrer da decisão; mas Antrim apelou ao rei, e através da influência da rainha-mãe obteve o perdão, suas propriedades foram restauradas a ele pelo Ato irlandês de Explicação de 1665.
Antrim é descrito por Clarendon como "de boa aparência, mas de orgulho e vaidade excessivos e de uma maravilhosa compreensão fraca e limitada". Ele casou pela segunda vez com Rose, filha de Sir Henry O'Neill, mas não tiveram filhos, sendo sucedido no condado por seu irmão Alexander, 3º Conde de Antrim. Foi sepultado em Bonamargy, na atual Irlanda do Norte; com a sua morte, o título de Marquês de Antrim foi extinto.